# برينت ميتكالف
برينت ميتكالف (بالإنجليزية: Brent Metcalf) هو مصارع هاوي أمريكي، ولد في 14 يوليو 1986 في فلينت في الولايات المتحدة.

## روابط خارجية
- برينت ميتكالف على موقع قاعدة بيانات المصارعة الدولية (الإنجليزية)